# Карел Стромшик
Карел Стромшик (чеськ. Karel Stromšik, нар. 12 квітня 1958) — чехословацький та чеський футболіст, що грав на позиції воротаря. По завершенні ігрової кар'єри — тренер.
Виступав, зокрема, за клуби «Дуклу» (Прага) та «Слован» (Братислава), а також національну збірну Чехословаччини, з якою був учасником чемпіонату світу 1982 року.

## Клубна кар'єра
У дорослому футболі дебютував 1975 року виступами за команду «Богумін», що виступала у третьому за рівнем дивізіоні країні. 1977 року відлправився проходити військову службу до клубу «Дукла» (Тахов), де провів один сезон у другому дивізіоні, після чого був переведений до головної команди, «Дукли» (Прага), в якій провів вісім сезонів. У 1979 році він досяг першого успіху в «Дуклі», коли виграв чемпіонат Чехословаччини. У 1981 році виграв перший Кубок Чехословаччини, а в 1982 році вдруге став національним чемпіоном. У 1983 та 1985 роках виграв ще два національні кубки.
На початку 1986 році Стромшик перейшов до «Слована» (Братислава) і відіграв за команду з Братислави наступні три з половиною сезони своєї ігрової кар'єри, після чого з 1989 по 1991 рік три сезони захищав кольори клубу «Селангор» і 1989 та 1990 роках виграв чемпіонат Малайзії разом із командою.
З 1992 по 1994 рік був гравцем клубу «Чеські Будейовиці», але основним воротарем не був, а завершив ігрову кар'єру у нижчоліговій чеській команді «Татран» (Пошторна), за яку виступав протягом 1994—1995 років.

## Виступи за збірну
24 вересня 1980 року дебютував в офіційних матчах у складі національної збірної Чехословаччини в товариському матчі з Польщею (1:1).
У складі збірної був учасником чемпіонату світу 1982 року в Іспанії і провів там 2 гри — з Англією (0:2) і з Францією (1:1), при цьому гра з французами стала для Карела останньою у формі збірної. Загалом протягом кар'єри у національній команді, яка тривала 3 роки, провів у її формі 4 матчі.

## Кар'єра тренера
З 1996 по 2001 рік працював помічником тренера в братиславській «Артмедії Петржалка». З 2001 по 2002 рік він очолював індійські команди «Кочін» та «Махіндра Юнайтед», а у сезоні 2003/04 років тренував малайзійський клуб «Паблік Банк».
У 2005—2006 роках був помічником Йозефа Хованця в російському клубі «Кубань» (Краснодар), а потім був помічником тренера братиславського «Інтера» Ладиславу Юркеміку. З січня 2007 року Стромшик працював помічником тренера у «Вікторії Жижков», де він також відповідав за підготовку воротарів.
У 2016 році він був тренером воротарів малайзійського клубу ПКНС, а у 2018–2019 роках очолював словацький клуб «Середь».
Розпочав тренерську кар'єру, увійшовши до тренерського штабу клубу «Селангор».

## Титули і досягнення

### Як гравця
- Чемпіон Чехословаччини (2):

«Дукла» (Прага): 1978/79, 1981/82
- Володар Кубка Чехословаччини (3):

«Дукла» (Прага): 1980/81, 1982/83, 1984/85
- Чемпіон Малайзії (2):

«Селангор»: 1989, 1990